# Communauté de communes Xaintrie Val'Dordogne
La Communauté de communes Xaintrie Val' Dordogne (XV'D) est un établissement public de coopération intercommunale (EPCI) français, située dans le département de la Corrèze et la région Nouvelle-Aquitaine.
Elle est née de la fusion entre le Pays d’Argentat, le canton de Mercoeur et le canton de Saint-Privat.

## Historique
Le projet de schéma départemental de coopération intercommunale de 2015 préconise une grande fusion regroupant sept intercommunalités du Sud de la Corrèze avec comme périmètre les communautés de communes du Pays de Beynat, des Villages du Midi Corrézien, du Sud Corrézien, du Pays d’Argentat, du canton de Mercoeur et du canton de Saint-Privat. Le rapport justifie cette fusion pour « permettre d’atteindre une population de 24 780 habitants, afin d’accroître la solidarité financière et de renforcer la coopération actuelle dans le cadre du Pays de la Vallée de la Dordogne Corrézienne ».
La prescription reçoit un avis défavorable de la part des conseils municipaux car les élus estime que le niveau d’intégration est très hétérogène entre les deux groupes d’EPCI actuels Est et Ouest ; les contraintes d'un PLUI ou l’absence de SCOT sur la partie est du territoire est considéré comme un frein à l’intégration de nouvelles compétences. Enfin, il est estimé que les enjeux sur les deux territoires diffèrent fortement en raison de la proximité du bassin de Brive pour l'un (accueil de population, dynamisme économique, etc.) et de problématiques spécifiques pour l'autre (vieillissement de la population, perte démographique, etc.).
La prescription est amendée en CDCI avec une fusion autour du Pays d’Argentat limitée au canton de Saint-Privat et au canton de Mercoeur ; Altillac rejoint toutefois la nouvelle Communauté de communes Midi Corrézien justifié par l’exercice de compétences fortes en matière d’équipement touristique exercées au sein du SIERB (Syndincat Intercommunal d'Equipement de la Région de Beaulieu). Saint-Bazile-de-la-Roche, toute nouvelle commune déléguée d'Argentat-sur-Dordogne, est intégrée.

## Territoire communautaire

### Composition

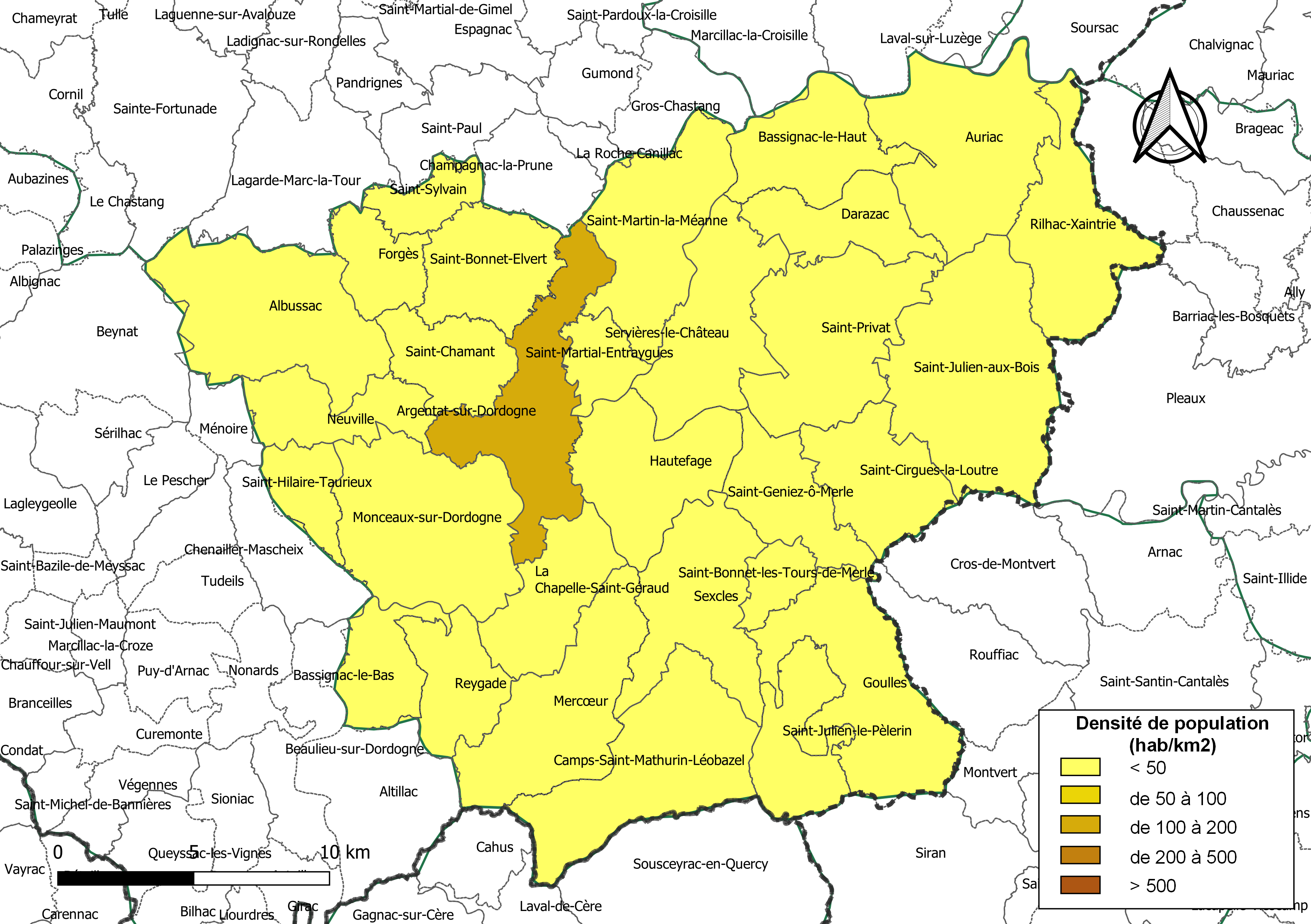
Carte des densités de population (millésimée 2016) des communes de la communauté de communes Xaintrie Val'Dordogne. Composition en communes au 1er janvier 2019.

La communauté de communes est composée des 30 communes suivantes :

| Nom                             | Code Insee | Gentilé         | Superficie (km2) | Population (dernière pop. légale) | Densité (hab./km2) |
| ------------------------------- | ---------- | --------------- | ---------------- | --------------------------------- | ------------------ |
| Argentat-sur-Dordogne (siège)   | 19010      | Argentacois     | 29,57            | 2 857 (2022)                      | 97                 |
| Albussac                        | 19004      | Albussacois     | 36,26            | 730 (2022)                        | 20                 |
| Auriac                          | 19014      | Auriacois       | 34,89            | 219 (2022)                        | 6,3                |
| Bassignac-le-Bas                | 19017      | Bassignacois    | 12,29            | 82 (2022)                         | 6,7                |
| Bassignac-le-Haut               | 19018      | Bassignacois    | 18,37            | 152 (2022)                        | 8,3                |
| Camps-Saint-Mathurin-Léobazel   | 19034      |                 | 34,08            | 208 (2022)                        | 6,1                |
| La Chapelle-Saint-Géraud        | 19045      |                 | 17,59            | 196 (2022)                        | 11                 |
| Darazac                         | 19069      | Darazacois      | 14,55            | 144 (2022)                        | 9,9                |
| Forgès                          | 19084      | Forgésiens      | 10,43            | 258 (2022)                        | 25                 |
| Goulles                         | 19086      | Goullois        | 33,4             | 327 (2022)                        | 9,8                |
| Hautefage                       | 19091      | Hautefageois    | 24,06            | 316 (2022)                        | 13                 |
| Mercœur                         | 19133      | Marcœurois      | 29,94            | 232 (2022)                        | 7,7                |
| Monceaux-sur-Dordogne           | 19140      | Moncellois      | 36,93            | 630 (2022)                        | 17                 |
| Neuville                        | 19149      | Neuvillois      | 14,29            | 203 (2022)                        | 14                 |
| Reygade                         | 19171      | Reygadais       | 13,94            | 181 (2022)                        | 13                 |
| Rilhac-Xaintrie                 | 19173      | Rilhacois       | 25,31            | 306 (2022)                        | 12                 |
| Saint-Bonnet-Elvert             | 19186      |                 | 18,37            | 226 (2022)                        | 12                 |
| Saint-Bonnet-les-Tours-de-Merle | 19189      |                 | 5,94             | 40 (2022)                         | 6,7                |
| Saint-Chamant                   | 19192      |                 | 14,05            | 480 (2022)                        | 34                 |
| Saint-Cirgues-la-Loutre         | 19193      | Saint-Cirgois   | 18,41            | 179 (2022)                        | 9,7                |
| Saint-Geniez-ô-Merle            | 19205      |                 | 15,83            | 91 (2022)                         | 5,7                |
| Saint-Hilaire-Taurieux          | 19212      |                 | 8,61             | 95 (2022)                         | 11                 |
| Saint-Julien-aux-Bois           | 19214      |                 | 44,09            | 435 (2022)                        | 9,9                |
| Saint-Julien-le-Pèlerin         | 19215      |                 | 15,4             | 116 (2022)                        | 7,5                |
| Saint-Martial-Entraygues        | 19221      |                 | 7,39             | 105 (2022)                        | 14                 |
| Saint-Martin-la-Méanne          | 19222      | Saint-Martinois | 27,7             | 345 (2022)                        | 12                 |
| Saint-Privat                    | 19237      | Saint-Privacois | 32,85            | 1 038 (2022)                      | 32                 |
| Saint-Sylvain                   | 19245      |                 | 7,49             | 132 (2022)                        | 18                 |
| Servières-le-Château            | 19258      | Servierois      | 24,24            | 568 (2022)                        | 23                 |
| Sexcles                         | 19259      | Sexclois        | 25,91            | 229 (2022)                        | 8,8                |

### Démographie
| 1968   | 1975   | 1982   | 1990   | 1999   | 2010   | 2015   | 2021   |
| ------ | ------ | ------ | ------ | ------ | ------ | ------ | ------ |
| 15 972 | 14 822 | 13 920 | 13 069 | 12 007 | 12 021 | 11 664 | 11 171 |

## Administration

### Siège
La communauté de communes a son siège à Argentat-sur-Dordogne, avenue du 8 mai.

### Les élus
Le conseil communautaire de la communauté de communes se compose de 48 conseillers, élus pour une durée de six ans.
Ils sont répartis comme suit :
| Nombre de conseillers | Communes                                                            |
| --------------------- | ------------------------------------------------------------------- |
| 12                    | Argentat-sur-Dordogne                                               |
| 4                     | Saint-Privat                                                        |
| 2                     | Albussac, Monceaux-sur-Dordogne, Saint-Chamant, Servière-le-Château |
| 1 (+1 suppléant)      | les 24 autres communes                                              |

### Présidence
| Période                                  | Période      | Identité         | Étiquette | Qualité                                    |
| ---------------------------------------- | ------------ | ---------------- | --------- | ------------------------------------------ |
| janvier 2017                             | juillet 2020 | Hubert Arrestier |           | Maire de Monceaux-sur-Dordogne (1995-2020) |
| juillet 2020                             | En cours     | Nicole Bardi     | DVG       | Maire d'Auriac                             |
| Les données manquantes sont à compléter. |              |                  |           |                                            |

### Compétences
L'EPCI adhère entre autres
- Syndicat mixte départemental pour le transport et le traitement des ordures ménagères (SYTTOM )
- Syndicat mixte Vallée de la Dordogne Corrézienne
- Syndicat Mixte Dordogne Moyenne et Cère Aval (SMDMCA)